# Österkyrkoby

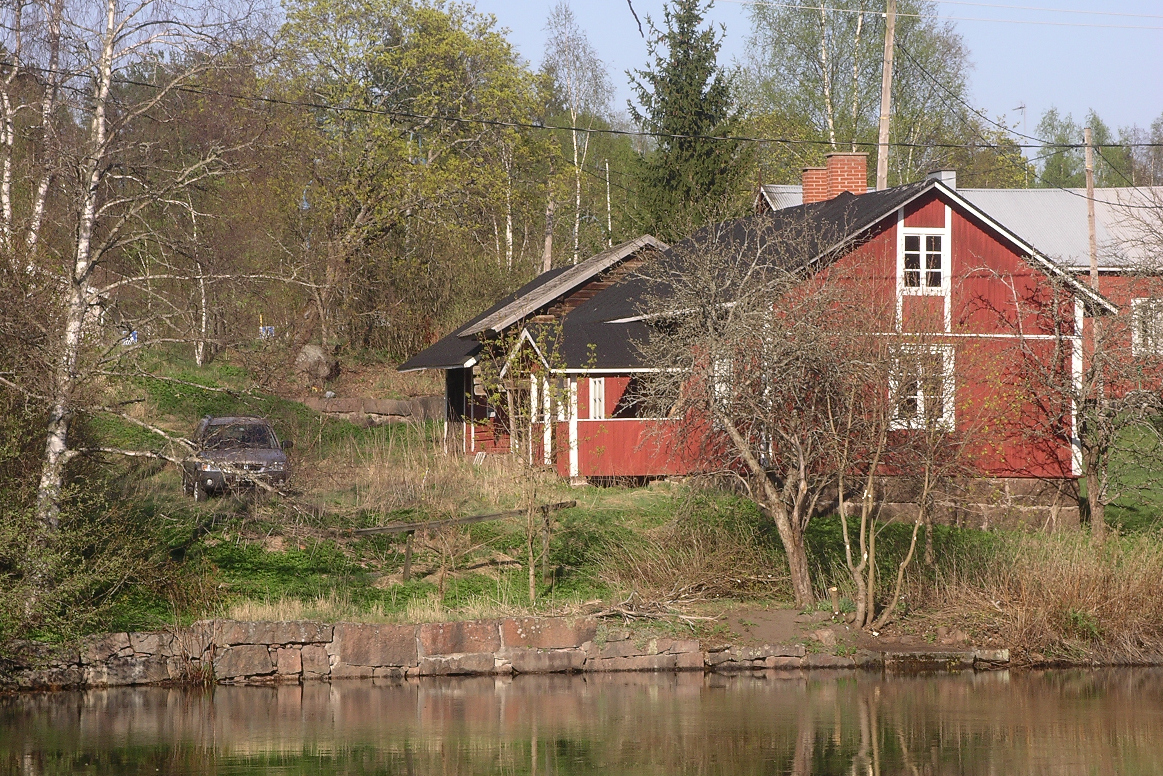
En äldre gård i Österkyrkoby strax söder om kyrkan invid Kymmene älv

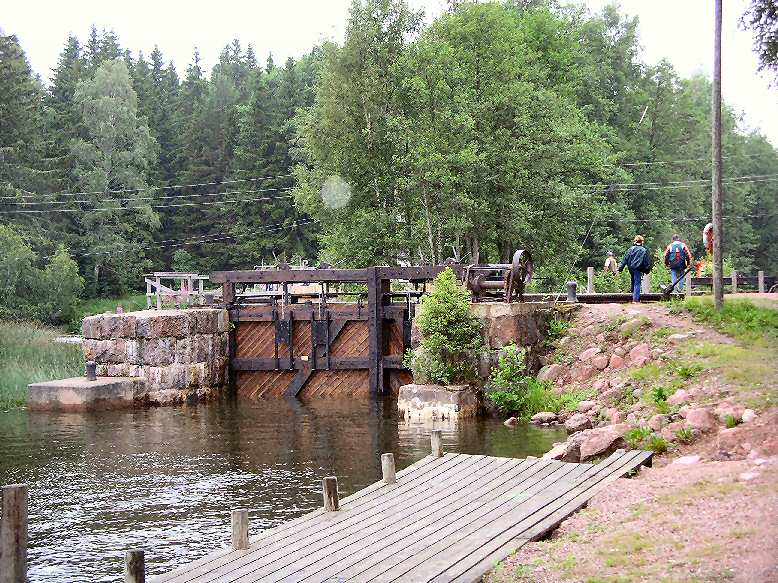
Stråka sluss i Kymmene älv. Byggd i början av 1900-talet
Koordinater:

Österkyrkoby, by i Pyttis kommun, Kymmenedalen, Södra Finlands län, på finska Itäkirkonkylä.
Jordebokshemmanen i byn är nio, nämligen:
1. Stockfors
2. Svarvars
3. Fransas
4. Drombars
5. Lakas
6. Mjölnars
7. Herrmans
8. Botas
9. Simons